# Ingvar Svensson
Ingvar Svensson (ur. 30 kwietnia 1944 w Osby) – szwedzki polityk i nauczyciel, deputowany do Riksdagu.

## Życiorys
Kształcił się m.in. w kolegium nauczycielskim w Växjö, po czym pracował jako nauczyciel. Zaangażował się w działalność polityczną w ramach Chrześcijańskich Demokratów, w latach 1966–1996 wchodził w skład zarządu tego ugrupowania. Od 1979 do 1987 był redaktorem naczelnym związanego z tą partią czasopisma „Samhällsgemenskap”, następnie został etatowym pracownikiem Chrześcijańskich Demokratów (był m.in. sekretarzem ds. politycznych Alfa Svenssona oraz sekretarzem prasowym).
W latach 70. był radnym lokalnego samorządu. Od 1991 do 1994 zasiadał w Riksdagu jako zastępca poselski Matsa Odella. Do szwedzkiego parlamentu został wybrany w 1998 z regionu Sztokholm, z powodzeniem ubiegał się o reelekcję w 2002 i 2006, wykonując mandat deputowanego do 2010.